# Gheorghe Cioară
 Gheorghe (George) Cioară (* 23. Februar 1924 in Bukarest; † 31. Mai 1993 ebenda) war ein rumänischer Hochschullehrer, Politiker der Rumänischen Kommunistischen Partei PCR (Partidul Comunist Român) und Diplomat, der unter anderem zwischen 1973 und 1985 Mitglied der Großen Nationalversammlung (Marea Adunare Națională) war. Er war ferner mehrmals Minister, zwischen 1972 und 1975 Bürgermeister von Bukarest, von 1976 bis 1979 Vize-Ministerpräsident sowie zwischen 1983 und 1984 Botschafter in Bulgarien.

## Leben

### Ingenieur, Minister und ZK-Kandidat
Gheorghe Cioară besuchte von 1935 bis 1941 ein Gymnasium in seiner Geburtsstadt Bukarest sowie anschließend zwischen 1941 und 1943 das Militärgymnasium in Craiova. Im Oktober 1943 begann er ein Studium an der Fakultät für Bauingenieurwesen in Czernowitz, das er zwischen Oktober 1944 und Oktober 1946 am Polytechnischen Institut Bukarest fortsetzte. Im März 1945 wurde er Mitglied der Uniunea Tineretului Comunist din România (UTCdR), der Jugendorganisation der Kommunistischen Partei, sowie im November 1945 Mitglied der Kommunistischen Partei Rumäniens PCdR (Partidul Comunist din Romania). Neben seinem Studium war er zwischen Januar und Oktober 1946 auch Sekretär für Organisation der UTC am Polytechnischen Institut Bukarest. Im Anschluss absolvierte er zwischen Oktober 1949 und 1950 ein Auslandsstudienjahr an der Sektion Hydrotechnische Konstruktionen des Polytechnischen Instituts Leningrad. Dort war er 1949 auch Parteiorganisator und Präsident des UTC-Komitees der rumänischen Studenten in Leningrad. Nach seiner Rückkehr als Wasserbauingenieur war er von 1950 bis April 1952 Technischer Referent und Sekretär der Parteigrundorganisation am Institut für Studien und Projekte im Energiewesen und wurde im Januar 1951 auch Mitglied des Stadtparteikomitees von Bukarest. Zeitweise fungierte er als Sekretär der Vereinigung der Studenten im Ingenieurwesen.
Im April 1952 wechselte Cioară in die Regierung und war bis September 1953 erst stellvertretender Leiter sowie zuletzt Leiter der Sonderabteilung des Ministerrates (Consiliul de Miniștri). Des Weiteren wurde er 1952 Assoziierter Professor an der Fakultät für Energiewesen am Polytechnischen Institut Bukarest. Er fungierte zwischen September 1953 und dem 18. Mai 1954 zunächst als Vize-Minister für elektrische Energie und elektrotechnische Industrie (Adjunct al Ministrului energiei electrice și industriei electrotehnice) und übernahm anschließend als Nachfolger von Gheorghe Gaston-Marin am 18. Mai 1954 im zweiten Kabinett Gheorghiu-Dej selbst das Amt als Minister für elektrische Energie und elektrotechnische Industrie (Ministrul energiei electrice și industriei electrotehnice). Dieses Ministeramt bekleidete er vom 4. Oktober 1955 bis zu seiner Ablösung durch Nicolae Gheorghiu am 19. Februar 1957 auch im ersten Kabinett Stoica.
Nach seinem Ausscheiden aus dem Kabinett Stoica fungierte er zwischen dem 6. Februar 1957 und dem 21. August 1965 als stellvertretender Vertreter der Volksrepublik Rumänien im Rat für gegenseitige Wirtschaftshilfe (RGW) in Moskau. Er wurde auf dem Achten Parteitag der PMR (20. bis 26. Juni 1960) Kandidat des ZK der PMR und bekleidete diese Funktion bis zum Neunten Parteitag der PCR (19. bis 24. Juli 1965). Daneben wurde er am 1. August 1961 Sekretär der Regierungskommission für wirtschaftliche und technisch-wissenschaftliche Zusammenarbeit.

### ZK-Mitglied und Rückkehr ins Kabinett
Auf dem Neunten Parteitag der PCR (19. bis 24. Juli 1965) wurde Gheorghe Cioară zum Mitglied des ZK gewählt und gehörte diesem Gremium bis zum Dreizehnten Parteitag der PCR (19. bis 22. November 1984) an. Nach seiner Rückkehr aus Moskau wurde er daraufhin am 21. August 1965 als Minister für Außenhandel (Ministrul comerțului exterior) im dritten Kabinett Maurer. Er bekleidete dieses Ministeramt vom 9. Dezember 1967 bis zum 12. März 1969 auch im vierten Kabinett Maurer sowie vom 12. März 1969 bis zu seiner Ablösung durch Cornel Burtică am 29. April 1969 im fünften Kabinett Maurer. Er wurde am 15. Januar 1968 zudem Mitglied des Wirtschaftsrates (Consiliul Economic).
Am 30. April 1969 übernahm er selbst wiederum im fünften Kabinett Maurer den Posten als Erster Vizepräsident des Staatlichen Planungskomitees im Rang eines Staatssekretärs (Prim-vicepreședintele Comitetului de Stat al Planificării cu rang de ministru secretar de stat) und hatte diesen bis zu seiner Ablösung durch Emilian Dobrescu am 17. September 1970 inne. Daraufhin löste er wiederum am 17. September 1970 Gheorghe Buzdugan als Präsident des Nationalrates für wissenschaftliche Forschung im Ministerrang (Președintele Consiliului Național al Cercetării Științifice cu rang de ministru) ab und behielt diese Funktion im fünften Kabinett Maurer bis zum 29. März 1971. Er wurde am 8. März 1971 Mitglied des Nationalen Rundfunk- und Fernsehrates (Consiliul Național al Radioteleviziunii Române). Er fungierte zwischen dem 29. März 1971 und dem 24. April 1972 als Präsident des Nationalrates für Wissenschaft und Technologie (Președintele Consiliului Național pentru Știință și Tehnologie).

### Bürgermeister von Bukarest, Abgeordneter und Vize-Ministerpräsident
Am 24. April 1972 löste Gheorghe Cioară Dumitru Popa als Erster Sekretär des Parteikomitees von Bukarest ab und war zugleich bis zu seiner Ablösung durch Ion Dincă am 19. Juni 1976 auch Präsident des Exekutivkomitees des Volksrates sowie Bürgermeister von Bukarest (Primar general al Capitalei). Er wurde auf einem ZK-Plenum am 21. Juli 1972 Mitglied des Exekutivkomitees des ZK und verblieb in dieser Funktion bis zum 28. November 1974. Am 4. Februar 1973 wurde er erstmals Mitglied der Großen Nationalversammlung (Marea Adunare Națională) und vertrat dort zunächst einen Wahlkreis in Bukarest sowie zwischen 1980 und 1985 den im Kreis Gorj gelegenen Wahlkreis Târgu Cărbunești. Auf dem Elften Parteitag der PCR (24. bis 27. November 1974) erfolgte seine Wahl zum Mitglied des Politischen Exekutivkomitees des ZK der PCR und gehörte diesem Gremium bis zum Zwölften Parteitag der PCR (19. bis 23. November 1979) an. Er wurde am 22. März 1975 Mitglied des Ausschusses für Industrie und wirtschaftliche und finanzielle Aktivitäten der Großen Nationalversammlung. 
Nach dem Ende seiner Amtszeit als Bukarester Bürgermeister wurde Cioară am 19. Juni 1976 Vize-Ministerpräsident (Viceprim-ministru al Guvernului) im zweiten Kabinett Mănescu und behielt dieses Amt bis zum 1. Februar 1979, woraufhin abermals Ion Dincă seine Nachfolge antrat. Daneben fungierte er im zweiten Kabinett Mănescu als Nachfolger von Vasile Bumbăcea  zwischen dem 7. März 1978 und seiner abermaligen Ablösung durch Ion Dincă am 1. Februar 1979 auch als Minister für Industriebau (Ministrul construcțiilor industriale). Im Zuge der Kabinettsumbildung vom 1. Februar 1978 wurde er Nachfolger von Trandafir Cocârlă als Minister für elektrische Energie (Ministrul energiei electrice). Er behielt dieses Amt zwischen dem 30. März 1979 und dem 29. März 1980 auch im ersten sowie vom 29. März 1980 bis zum 25. März 1981 auch im zweiten Kabinett Verdeț, woraufhin Trandafir Cocârlă seine Nachfolge antrat. Er war bis 20. März 1979 außerdem Vizepräsident des Obersten Rates für wirtschaftliche und soziale Entwicklung (Consiliului Suprem pentru Dezvoltarea Economică și Socială).

### Staatssekretär, Botschafter in Bulgarien und Auszeichnungen
Am 29. März 1981 übernahm Cioară von Mihail Florescu den Posten als Staatssekretär im Nationalrat für Wissenschaft und Technologie (Ministru secretar de stat la Consiliul Național pentru Știință și Tehnologie) und bekleidete diese Funktion bis zum 19. März 1983. Daraufhin wurde er am 12. September 1983 Botschafter in Bulgarien und verblieb in diesem Amt bis zum 4. August 1984. Er wurde 1987 außerdem Präsident der Rumänisch-Ägyptischen Freundschaftsgesellschaft.
Für seine langjährigen Verdienste wurde er mehrfach ausgezeichnet und erhielt unter anderem 1954 den Orden der Arbeit Dritter Klasse (Ordinul Muncii), 1964 den Orden der Arbeit Erster Klasse, 1966 den Orden Tudor Vladimirescu Dritter Klasse (Ordinul Tudor Vladimirescu), 1971 den Stern der Sozialistischen Republik Rumänien Zweiter Klasse (Ordinul Steaua Republicii Socialiste România), 1974 den Orden 23. August Vierter Klasse (Ordinul 23. August) sowie 1981 den Orden „Verteidigung des Vaterlandes“ (Apărarea Patriei).